# Hawkeye, Hall Porter
Hawkeye, Hall Porter è un cortometraggio muto del 1914 scritto, interpretato e diretto da Hay Plumb.

## Trama
Un portiere d'albergo funge anche da cameriere. Così, al turno di notte, cede e si addormenta per la stanchezza.

## Produzione
Il film fu prodotto dalla Hepworth.

## Distribuzione
Distribuito dalla Hepworth, il film - un cortometraggio di 160,02 metri - uscì nelle sale cinematografiche britanniche nel gennaio 1914.
Fu distrutto nel 1924 dallo stesso produttore, Cecil M. Hepworth. Fallito, in gravissime difficoltà finanziarie, Hepworth pensò in questo modo di poter almeno recuperare il nitrato d'argento della pellicola.